# South Park: The Stick of Truth
South Park: The Stick of Truth is een computerrollenspel (RPG) ontwikkeld door Obsidian Entertainment en South Park Digital Studios en uitgegeven door Ubisoft en is gebaseerd op de gelijknamige animatiereeks. Het spel kwam in Europa op 7 maart 2014 uit voor PlayStation 3, Windows en Xbox 360. South Park: The Stick of Truth is een turn-based RPG die verschillende elementen van populaire series combineert.
De titel was eerder eigendom van THQ. Na het faillissement van THQ in 2013 werden de rechten door middel van een veiling gekocht door Ubisoft.

## Personages
- Eric Cartman als The Grand Wizard
- Kyle Broflovski als High Jewish Elf King
- Jimmy Volmer als The Bard
- Clyde Donovan als Warrior
- Craig Tucker als Feldspar
- Scott Malkinson als Ranger
- Wendy Testaburger als Shield Maiden
- Kenny McCormick als Princess Kenny
- Butters Stotch als Merciful Paladin
- Stan Marsh als Stan Marshwalker
- Timmy als Sir Timmy
- Token Black als Rogue
- Tweek Tweak als Barbarian